# 垒壁阵七
垒壁阵七(宝瓶座λ)是位于宝瓶座的恒星，其视星等为3.722。